# Encoma
Encoma is een geslacht van vlinders van de familie spanners (Geometridae), uit de onderfamilie Ennominae.

## Soorten
- E. inaccurata (Prout, 1913)
- E. irisaria Swinhoe, 1904
- E. rectangulata Fletcher D. S., 1958